# تيدور
جزيرة تيدور إحدى جزر الملوك في شرق إندونيسيا، تقع غرب جزيرة هالماهيرا. في حقبة ما قبل الاستعمار، كان لمملكة تيدور دور إقليمي رئيسي في السلطة السياسية والاقتصادية، ومنافسة شرسة لسلطنة تيرنات القريبة منها.

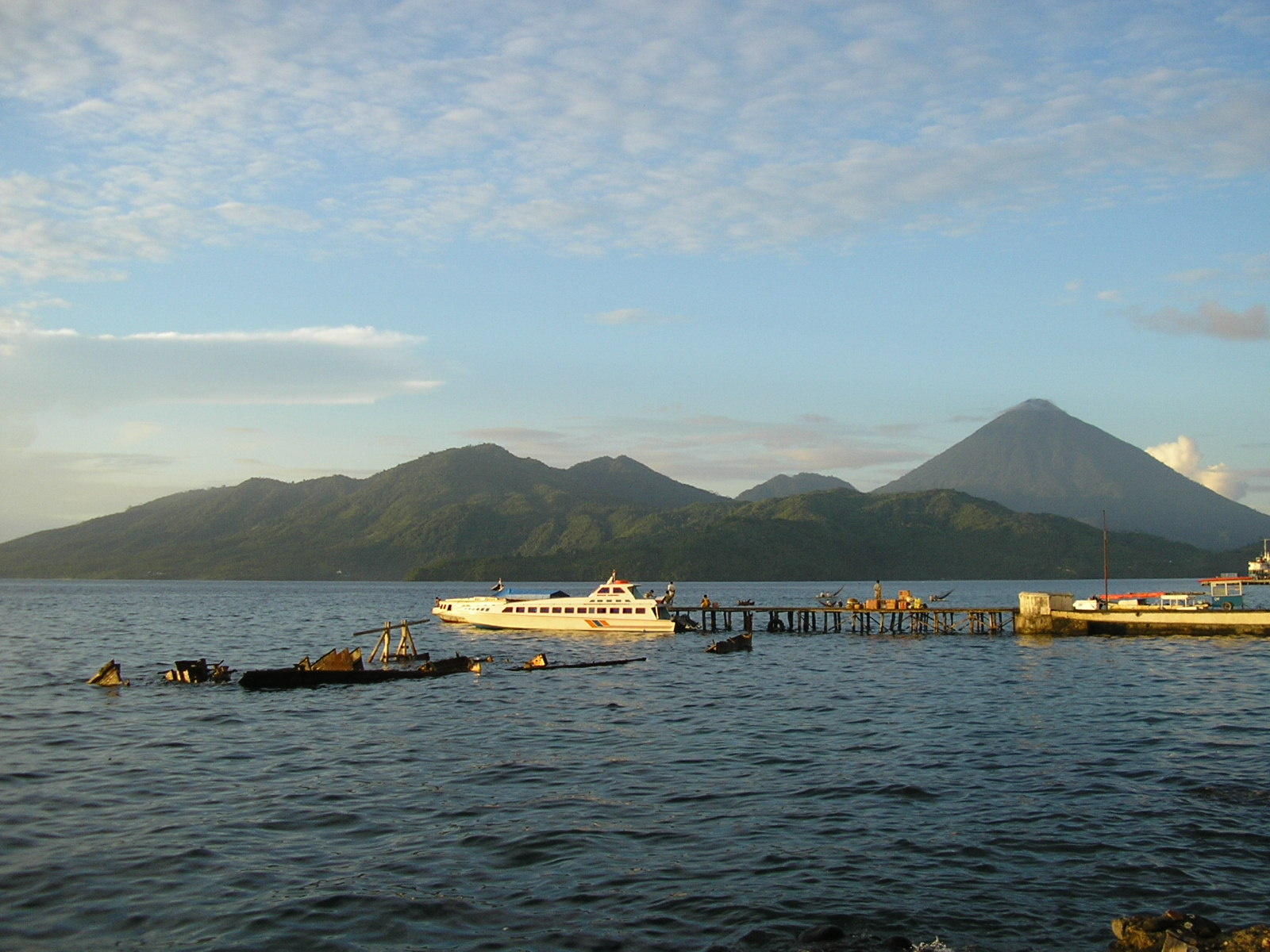
جزيرة تيدور كما تبدو من جزيرة تيرنات

مدينة تيدور هي أكبر مدن الجزيرة.

## الجغرافيا
جزيرة تيدور تتكون من بركان طبقي كبير يرتفع حتى 1730 متراً فوق مستوى سطح البحر في قمة كيماتابو المخروطية في جنوب الجزيرة. الجانب الشمالي من الجزيرة يحتوي على كالديرا ومخروطين بركانيين صغيرين داخلها.
سواسيو هي مركز تيدور وميناؤها، وتقع شرق الجزيرة. فيها قصر السلطان الذي أعيد بناؤه في عام 2010.